# Denkosekka Arena Tour
Die Denkosekka Arena Tour war die erste nationale Konzertreise des japanischen Popmusik-Duos Yoasobi, die zwischen dem 5. April und dem 24. Juni des Jahres 2023 durch vierzehn Stadte Japans führte.
Das Konzert am 4. Juni 2023 aus der Saitama Super Arena wurde in 190 Ländern als Livestream über die Plattform Beyond LIVE gezeigt. Dabei bietet der Streaminganbieter Untertitel unter anderem in chinesischer, vietnamesischer, englischer, spanischer und koreanischer Sprache an.
Am 6. April 2023 wurden für den 23. und 24. Juni zwei weitere Konzerte in der Pia Arena MM in Yokohama angekündigt. Mehr als 130.000 Besucher sahen sich die 14 Konzerte in den sieben Städten an.

## Gespielte Lieder
Das Duo spielte während ihre Konzertreise in jeder Stadt zwei Konzerte innerhalb von zwei Tagen. Die Setlist änderte sich lediglich zwischen dem ersten und zweiten Tag der Konzerte.
| Setlists | Setlists                     | Setlists                     |
| Nr.      | 1. Konzerttag                | 2. Konzerttag                |
| -------- | ---------------------------- | ---------------------------- |
| 1.       | Kaibutsu                     | Shukufuku                    |
| 2        | Yoru ni Kakeru               | Yoru ni Kakeru               |
| 3        | Sangenshoku                  |                              |
| 4        | Taishō Roman                 | Halzion                      |
| 5        | Seventeen                    | Seventeen                    |
| 6        | Mr.                          | Mr.                          |
| 7        | Umi no Manimani              | Umi no Manimani              |
| 8        | Suki da                      | Suki da                      |
| 9        | Encore                       | Yasashii Suisei              |
| 10       | Moshi mo Inochi ga Egaketara | Moshi mo Inochi ga Egaketara |
| 11       | Tabun                        | Tabun                        |
| 12       | Mō Sukoshi Dake              | Haruka                       |
| 13       | Love Letter                  | Tsubame                      |
| 14       | Shukufuku                    | Kaibutsu                     |
| 15       | Gunjō                        | Gunjō                        |
| 16       | Adventure                    | Adventure                    |
| Zugabe   |                              |                              |
| 17       | Idol                         | Idol                         |

## Tourdaten
| Nr. | Datum          | Stadt      | Präfektur | Veranstaltungsort                    | Zuschauer     |
| --- | -------------- | ---------- | --------- | ------------------------------------ | ------------- |
| 1   | 5. April 2023  | Nagoya     | Aichi     | Nippon Gaishi Hall                   | 10.000/10.000 |
| 2   | 6. April 2023  | Nagoya     | Aichi     | Nippon Gaishi Hall                   | 10.000/10.000 |
| 3   | 8. April 2023  | Ōsaka      | Ōsaka     | Ōsaka-jō Hall                        | 16.000/16.000 |
| 4   | 9. April 2023  | Ōsaka      | Ōsaka     | Ōsaka-jō Hall                        | 16.000/16.000 |
| 5   | 15. April 2023 | Sapporo    | Hokkaidō  | Hokkaidōritsu Sōgō Taiiku Center     | 10.000/10.000 |
| 6   | 16. April 2023 | Sapporo    | Hokkaidō  | Hokkaidōritsu Sōgō Taiiku Center     | 10.000/10.000 |
| 7   | 4. Mai 2023    | Sendai     | Miyagi    | Xebio Arena                          | 4.009/4.009   |
| 8   | 5. Mai 2023    | Sendai     | Miyagi    | Xebio Arena                          | 4.009/4.009   |
| 9   | 20. Mai 2023   | Kitakyushu | Fukuoka   | Nishi Nippon General Exhibition Hall | 6.900/6.900   |
| 10  | 21. Mai 2023   | Kitakyushu | Fukuoka   | Nishi Nippon General Exhibition Hall | 6.900/6.900   |
| 11  | 3. Juni 2023   | Saitama    | Saitama   | Saitama Super Arena                  | 19.000        |
| 12  | 4. Juni 2023   | Saitama    | Saitama   | Saitama Super Arena                  | 19.000        |
| 13  | 23. Juni 2023  | Yokohama   | Kanagawa  | Pia Arena MM                         | 10.000        |
| 14  | 24. Juni 2023  | Yokohama   | Kanagawa  | Pia Arena MM                         |               |